# مارك هارمون
توماس مارك هارمون  (بالإنجليزية: Mark Harmon)‏ ممثل ومنتج مخرج أمريكي . وُلد في 2 سبتمبر 1951 في مدينة بربانك وهي ضاحية من ضواحي لوس أنجلوس في كاليفورنيا.
مارك هو ابن توم هارمون لاعب كرة القدم الأمريكية و إيليز كينوكس الممثلة وعارضة الأزياء الأمريكية لعام 1940 وزوج شقيقة ريك نلسون المغني الأمريكي .
لعب دور المحقق جيثرو غيبس في مسلسل ان سي أي اس

## روابط خارجية
- مارك هارمون على موقع IMDb (الإنجليزية)
- مارك هارمون على موقع روتن توميتوز (الإنجليزية)
- مارك هارمون على موقع ألو سيني (الفرنسية)
- مارك هارمون على موقع تيرنر كلاسيك موفيز (الإنجليزية)
- مارك هارمون على موقع أول موفي (الإنجليزية)
- مارك هارمون على موقع قاعدة بيانات الأفلام السويدية (السويدية)
- مارك هارمون على موقع إن إن دي بي (الإنجليزية)
- مارك هارمون على موقع قاعدة بيانات الفيلم (الإنجليزية)
- مارك هارمون على موقع كينوبويسك (الروسية)